# Scope
 For alternative betydninger, se Scope (flertydig). (Se også artikler, som begynder med Scope)
Scope er en dansk filmportal på internettet med informationer om både danske og udenlandske film.
Scope er både filmdatabase, biografoversigt og et debatforum. I de senere år har den medtaget citater og kvantitative vurderinger fra dagbladsanmeldelserne af de enkelte film.

## Historie
Scope blev udviklet og lanceret af softwarefirmaet Mondo og fik premiere som filmportal den 1. juli 1995. På trods af internettets endnu begrænsede udbredelse i Danmark havde portalen 5000 besøgende den første måned. 1. november 1998 (under Dot.com-bølgen) blev Scope, der på dette tidspunkt havde 10.000 ugentlige brugere, solgt til den danske afdeling af internetudbyderen World Online. I 2000 blev World Online opkøbt af det italienske internetselskab Tiscali, og i 2002, da dotcom-bølgen havde fortaget sig, besluttede Tiscali at skære ned på deres aktiviteter i Danmark og fyre alle medarbejderne på Scope. Det lykkedes dog fire Scope-medarbejdere at redde Scope fra lukning ved at købe sitet af Tiscali. 1. oktober 2002 stiftede de fire nye ejere interessentselskabet Scope I/S.